# Pavle Čelik
Pavle Čelik, slovenski policist, zgodovinar in magister sociologije, * 1941.

## Življenjepis
Čelik je bil že v času Socialistična federativna republika Jugoslavija v vodstvu tedanje milice. Med drugim je bil komandir Postaje milice Ljubljana-Center, ravnatelj Kadetske šole v Tacnu. Upokojil se je 1993. Še nekaj desetletji po upokojitvi je bil za medije en vidnejših komentatorjev aktualnega dela policije.
Pred, med in po osamosvojitvi Slovenije pa je bil nekaj časa načelnik uniformirane policije. Leta 1993 je prejel častni znak svobode Republike Slovenije za izjemne zasluge pri obrambi svobode in uveljavljanju suverenosti Republike Slovenije.
Leta 2001 je postal častni meščan mesta Ljubljana.